# Veljko Stojnić
Veljko Stojnić (in serbo Вељко Стојнић?; Sombor, 4 febbraio 1999) è un ciclista su strada serbo che corre per la Lotus Team. È professionista dal 2020.

## Palmarès
- 2016 (Juniores)

Campionati serbi, Prova a cronometro Junior
- 2017 (Juniores)

Campionati serbi, Prova a cronometro Junior
Campionati serbi, Prova in linea Junior
- 2018 (Centre Mondial)

Campionati serbi, Prova a cronometro
- 2019 (Team Franco Ballerini)

Firenze-Viareggio
Circuito Castelnovese
- 2020 (Vini Zabù KTM, una vittoria)

Campionati serbi, Prova a cronometro
- 2022 (Team Corratec, due vittorie)

6ª tappa Vuelta a Venezuela (Independencia > San Felipe)
4ª tappa Tour Cycliste International de la Guadeloupe (Lamentin > Goyave)
- 2024 (Lotus Team, due vittorie)

4ª tappa Tour of Albania (Valona > Monte Çika)
Classifica generale Tour of Albania

### Altri successi
- 2020 (Vini Zabù KTM)

Classifica sprint intermedi UAE Tour
Classifica giovani In the footsteps of the Romans
- 2021 (Vini Zabù)

Classifica scalatori Sazka Tour
- 2024 (Lotus Team)

Kajdacs Grand Prix
4ª tappa Trnava Tour (Dubová pri Modre > Dubová pri Modre)
Classifica generale Trnava Tour

## Piazzamenti

### Grandi giri
- Giro d'Italia

2023: 100º

### Competizioni mondiali
- Campionati del mondo

Doha 2016 - Cronometro Junior: 29º
Doha 2016 - In linea Junior: ritirato
Bergen 2017 - Cronometro Junior: 23º
Bergen 2017 - In linea Junior: 65º
Innsbruck 2018 - Cronometro Under-23: 45º
Innsbruck 2018 - In linea Under-23: ritirato
Yorkshire 2019 - In linea Under-23: 99º

### Competizioni europee
- Campionati europei

Plumelec 2016 - Cronometro Junior: 29º
Plumelec 2016 - In linea Junior: 50º
Herning 2017 - Cronometro Junior: 8º
Herning 2017 - In linea Junior: 23º
Zlín 2018 - Cronometro Under-23: 30º
Zlín 2018 - In linea Under-23: 55º
Alkmaar 2019 - Cronometro Under-23: 38º
Alkmaar 2019 - In linea Under-23: ritirato
Plouay 2020 - In linea Under-23: 69º
Trento 2021 - In linea Under-23: ritirato